# Pobrđani (gmina Kostajnica)
Pobrđani (cyr. Побрђани) – wieś w Bośni i Hercegowinie, w Republice Serbskiej, w gminie Kostajnica. W 2013 roku liczyła 52 mieszkańców.